# Биг Спрингс (Небраска)
Биг Спрингс (енгл. Big Springs) град је у америчкој савезној држави Небраска.

## Демографија
По попису из 2010. године број становника је 400, што је 18 (-4,3%) становника мање него 2000. године.
| Група             | 2000.       | 2010.       |
| Белци             | 393 (94,0%) | 358 (89,5%) |
| Афроамериканци    | 0 (0,0%)    | 0 (0,0%)    |
| Азијати           | 0 (0,0%)    | 0 (0,0%)    |
| Хиспаноамериканци | 22 (5,3%)   | 32 (8,0%)   |
| Укупно            | 418         | 400         |